# Liste der Baudenkmale in Echem
In der Liste der Baudenkmale in Echem sind die Baudenkmale der niedersächsischen Gemeinde Echem und ihrer Ortsteile aufgelistet. Der Stand der Liste ist der 24. Januar 2023. Die Quelle der Baudenkmale ist der Denkmalatlas Niedersachsen.

## Allgemein
In den Spalten befinden sich folgende Informationen:
- Lage: die Adresse des Baudenkmales und die geographischen Koordinaten. Kartenansicht, um Koordinaten zu setzen. In der Kartenansicht sind Baudenkmale ohne Koordinaten mit einem roten Marker dargestellt und können in der Karte gesetzt werden. Baudenkmale ohne Bild sind mit einem blauen Marker gekennzeichnet, Baudenkmale mit Bild mit einem grünen Marker.
- Bezeichnung: Bezeichnung des Baudenkmales
- Beschreibung: die Beschreibung des Baudenkmales. Unter § 3 Abs. 2 NDSchG werden Einzeldenkmale und unter § 3 Abs. 3 NDSchG Gruppen baulicher Anlagen und deren Bestandteile ausgewiesen.
- ID: die Objekt-ID des Baudenkmales
- Bild: ein Bild des Baudenkmales, ggf. zusätzlich mit einem Link zu weiteren Fotos des Baudenkmals im Medienarchiv Wikimedia Commons. Wenn man auf das Kamerasymbol klickt, können Fotos zu Baudenkmalen aus dieser Liste hochgeladen werden:

## Echem

### Einzelobjekte
| Lage                                         | Bezeichnung                    | Beschreibung | ID       | Bild |
| -------------------------------------------- | ------------------------------ | --- | -------- | ---- |
| An der Kirche 53° 20′ 14″ N, 10° 31′ 54″ O   | Kirche (Bauwerk)               | Kirche Echem, neogotische Backsteinkirche. Saalbau mit Westturm und eingezogenem polygonalem Chor mit 5/8-Schluss. Westturm mit hohen spitzbogigen Schallöffnungen und ins Achteck überführter, kupfergedeckter Spitze. Langhaus und Chor mit Spitzbogenfenstern und Strebepfeiler unter Dächern in Pfannendeckung. Ziegeldekor. Im Inneren Kreuzrippengewölbe. Architekt Conrad Wilhelm Hase. Erbaut 1870. Ausstattung aus der Erbauungszeit: Neogotischer Altar mit Kruzifix, Kanzel und Taufbecken. Orgel von P. Furtwängler & Söhne (Elze) 1876. | 28827607 |      |
| An der Laak 2 53° 20′ 20″ N, 10° 31′ 54″ O   | Wohn-/ Wirtschaftsgebäude      | Traufständiger, eingeschossiger Fachwerkbau mit Backsteinausfachung unter Krüppelwalmdach. Wohnteil im Süden, Wirtschaftsteil im Norden. – Im Inneren Zweiständerbau mit Unterrähm erhalten. Im Wirtschaftsgiebel teilweise ursprüngliche Ständer und Torsturz mit Bauinschrift. Errichtet 1587 (i). – Außenwände in Fachwerk mit gekoppelten Ständern weitgehend nachträglich. Bauinschrift mit Segenspruch am Wohngiebel. Errichtet 1854 (i). | 28827547 | BW   |
| Bahnhofstraße 1 53° 20′ 13″ N, 10° 32′ 14″ O | Bahnhof Echem, Empfangsgebäude | An der Linie Lüneburg-Lauenburg. Zweigeschossiger, giebelständiger Backsteinbau unter flach geneigtem, weit vorgezogenem Satteldach. Seitlich traufständiger Güterschuppen mit überdachten Landerampe. Ziegeldekor. Erbaut 1864/1872. | 28827568 |      |

## Bullendorf

### Einzelobjekte
| Lage                                         | Bezeichnung               | Beschreibung | ID       | Bild |
| -------------------------------------------- | ------------------------- | --- | -------- | ---- |
| Echemer Straße 7 53° 20′ 49″ N, 10° 34′ 6″ O | Wohn-/ Wirtschaftsgebäude | Eingeschossiger, giebelständiger Fachwerkbau mit Backsteinausfachung mit Halbwalmdach in Reetdeckung. Westlicher Teil Scheune. Dreiständerbau mit breiten Gefachen und Streben, Giebeltrapez erneuert. Außermittiges Tor. Errichtet im 18. Jahrhundert. Östlicher Wohnteil angefügt. Erhöht über halbeingetieftem Keller stehend. Wohngiebel massiv. Errichtet 19. Jh. | 28827588 | BW   |